# Udea sviridovi
Udea sviridovi  (лат.) — вид бабочек рода Udea, семейства огнёвок-травянок (Crambidae). Впервые описан в 2002 году российским энтомологом Л. В. Большаковым. Видовое название дано в честь русского энтомолога Свиридова Андрея Валентиновича.

## Распространение
Эндемик России; распространён в нескольких населённых пунктах Тульской области.

## Описание и образ жизни
Размах крыльев — 22—27 мм. Передние крылья желтоватые, задние — белые без рисунка.
Время лёта с мая по июнь.